# Cacatua-gang-gang
A Cacatua Gang-Gang (Callocephalon fimbriatum) é um papagaio encontrado nas florestas e bosques mais frios e úmidos da Austrália, particularmente em matagais alpinos. É a única espécie colocada no gênero Callocephalon.